# Volodymyr Kostjuk
Volodymyr Andrijovyč Kostjuk (in ucraino Володимир Андрійович Костюк?; Dnipropetrovs'k, 25 giugno 2003) è un ginnasta ucraino finalista del concorso individuale degli Europei 2021, vincitore del argento dei Campionati mondiali juniores di ginnastica artistica 2019.
È finalista (7º) degli Europei del 2021.